# Conférence de Lisbonne (1952)
La conférence de Lisbonne du 20 au 26 février 1952 est la 9e session du Conseil de l'Atlantique nord réunie à Lisbonne pour arrêter le programme de réarmement de l’OTAN.
Elle décide du réajustement des objectifs militaires de l’OTAN ; elle approuve le projet de Communauté européenne de défense (CED) et décide d’installer à Paris le siège de l’OTAN. Les États-Unis octroient à la France une aide financière pour faire face à l’accroissement du coût de la guerre d’Indochine.